# Werner Bund
Der Werner Städtebund war ein mittelalterlicher Städtebund der Städte Dortmund, Soest, Münster, Lippstadt und später Osnabrück. Er wurde am 17. Juli 1253 auf der die Lippe überspannenden Christophorus-Brücke bei Werne geschlossen, Osnabrück trat ihm am 10. September 1268 bei. Ziel des Bundes war die Sicherung des Friedens und des freien Handels.
Der Werner Bund ist Teil einer Reihe von ähnlichen Zusammenschlüssen westfälischer Städte im 13. und 14. Jahrhundert, wie etwa dem ihm vorhergehenden Ladbergener Städtebund von 1246. Diese frühen Zusammenschlüsse waren Vorläufer der Städtehanse im westfälischen Raum.